# أندرو يانج
أندرو يانج (من مواليد 13 يناير 1975) هو رجل أعمال أمريكي، ومؤسس مشروع أمريكا Venture for America (VFA)، ومرشح الحزب الديمقراطي للرئاسة الأمريكية في عام 2020 . كان يعمل في الشركات الناشئة وشركات التي في مرحلة النمو وفي المراحل المبكرة في وظيفة المؤسس أو وظيفة تنفيذي من أعوام 2000 إلى 2009. بعد أن أسس VFA ، اختاره إدارة أوباما في عام 2012 ليكون «بطل التغيير» وفي عام 2015 «السفير الرئاسي لريادة الأعمال العالمية». في محاولة للترشيح الرئاسي لعام 2020، يتمثل أحد أهداف حملته الرئيسية في تنفيذ مخصص للدخل الأساسي الشامل (UBI) والمعروف باسم «توزيع الحرية» لكل شخص بالغ أمريكي، وذلك استجابة للتطور السريع للأتمتة الذي يؤدي إلى مجابهة التحديات التي تواجه القوى العاملة.

## النشأة والتعليم
ولد يانج في شينيكتادي ، نيويورك، لأبوين مهاجرين من تايوان. التقى والديه أثناء وجودهما في كلية الدراسات العليا بجامعة كاليفورنيا ، بيركلي. تخرج والده مع دكتوراه في الفيزياء وعملت في مختبرات البحوث من آي بي إم وجنرال الكتريك، وتوليد أكثر من 69 براءة اختراع في حياته المهنية. تخرجت والدته بدرجة الماجستير في الإحصاء وأصبحت فيما بعد فنانة.
حضر يانج في أكاديمية فيليبس إكستر، وهي مدرسة داخلية في نيو هامبشاير. تخرج من إكستر عام 1992 وذهب لحضور جامعة براون،  وحصل على بكالوريوس الآداب (BA) في الاقتصاد. بعد جامعة براون، التحق بكلية الحقوق بجامعة كولومبيا حيث حصل على دكتوراه في القانون (دكتوراة في فقه القانون).

## المسار المهني
في عام 1999، بعد تخرجه من كلية الحقوق بجامعة كولومبيا، بدأ يانج حياته المهنية كمحامٍ قانوني في شركة دافيدس بولك وواردويل Davis Polk &amp; Wardwell في مدينة نيويورك. ثم غادر الشركة في عام 2000 لإطلاق موقع ستار جيفينج Stargiving.com ، وهو موقع لجمع التبرعات الخيرية من المشاهير. قام موقع Stargiving.com بجمع بعض رأس المال من المستثمرين ولكن تم تحويل نشاطه في عام 2001. بعد ذلك، انضم إلى شركة برمجيات للرعاية الصحية، هي MMF Systems، Inc. كنائب رئيس وتعاقد ثالث.  

### مشروع أمريكا
بعد الاستحواذ على Manhattan Prep في أواخر عام 2009، بدأ العمل على إنشاء برنامج جديد للمنح الدراسية لا يهدف للربح يسمى مشروع أمريكا Venture for America ، والذي أسسه في عام 2011 لأجل «خلق الفرص الاقتصادية في المدن الأمريكية من خلال تحضير الجيل القادم من رجال الأعمال وتزويدهم بالمهارات والموارد التي يحتاجونها لإيجاد وظائف».   
تم إطلاق مشروع Venture for America بمبلغ 200.000 دولار وتم تدريب 40 خريجًا في عام 2012 و 69 عام 2013، وإرسالهم إلى ولايات بالتيمور وسينسيناتي وكليفلاند وديترويت ولاس فيجاس ونيو أورليانز وفيلادلفيا وبروفيدنس. توسعت هذه القائمة لتشمل ولايات كولومبوس وميامي وسان أنطونيو وسانت لويس في عام 2014، مع فئة من 106.
كانت إستراتيجية مشروع أمريكا هي توظيف أفضل خريجي الجامعات في البلاد في برنامج زمالة مدته سنتان سيعملون من أجله ويدرسون في الشركات الناشئة الواعدة في مدن نامية في جميع أنحاء الولايات المتحدة. يجادل كتاب «الأشخاص الأذكياء الذين ينبغي عليهم بناء الأشياء» أن أفضل الجامعات في البلاد تقوم باختيار أذكى الأطفال من المدن الصغيرة وتوجيههم إلى وظائف الشركات نفسها في نفس المدن الكبيرة. هدف مشروع Venture for America هو المساعدة في توزيع تلك الموهبة في جميع أنحاء البلاد وتحفيز روح المبادرة لتحقيق النمو الاقتصادي.
بعد عام 2011، نمت VFA ، حيث بلغت ميزانية التشغيل السنوية 6 ملايين دولار في عام 2017،  وتعمل في حوالي 20 مدينة أمريكية، مضيفة ولايات كانساس سيتي، أتلانتا، بالتيمور، برمنغهام، تشارلوت، كليفلاند، كولومبوس، دنفر، ميامي، ناشفيل، فيلادلفيا، بيتسبرغ، سان أنطونيو، وسانت لويس. بدأت Venture for America في تشغيل «مسرّع الأعمال الناشئة» في ديترويت وأطلقت صندوقًا أوليًا وصندوقًا استثماريًا للزملاء.
تم إطلاق مشروع ناشيء الجيل Generation Startup ، وهو فيلم وثائقي عن ست شركات ناشئة في ديترويت تم إطلاقه عبر برنامج Venture for America ، في عام 2016 شاركت في إخراج سينثيا ويد وشيريل ميلر هاوسر.
في مارس 2017، استقال من منصبه كرئيس تنفيذي لشركة VFA. 

## حملة 2020 الرئاسية
في 6 نوفمبر 2017، تقدم بطلب إلى لجنة الانتخابات الفيدرالية (FEC) للترشح لرئيس الولايات المتحدة في عام 2020 . تقترح حملته فكرة «توزيع الحرية» وهو بقيمة 1000 دولار شهريًا لجميع مواطني الولايات المتحدة الذين تزيد أعمارهم عن 18 عامًا (وهو شكل من أشكال الدخل الأساسي الشامل) وغيرها من الاستجابات لتوقعات البطالة الجماعية من الأتمتة التكنولوجية.  وصف مقال في صحيفة نيويورك تايمز عن حملته سياسات جديدة مختلفة يقترحها، مثل قسم يركز على تشريعات بخصوص الإدمان على وسائل الإعلام، وإضافة عالم نفسي في داخل البيت الأبيض، وجعل يوم الضرائب عطلة وطنية، ومكافحة الفساد، وزيادة رواتب المنظمين الفيدراليين ولكن الحد من عملهم الخاص بعد تركهم الخدمة العامة. شعار حملة هو «الإنسانية أولاً»، والذي يلفت الانتباه إلى اعتقاده بأن أتمتة العديد من الصناعات الرئيسية هي واحدة من أكبر التهديدات التي تواجه القوى العاملة.

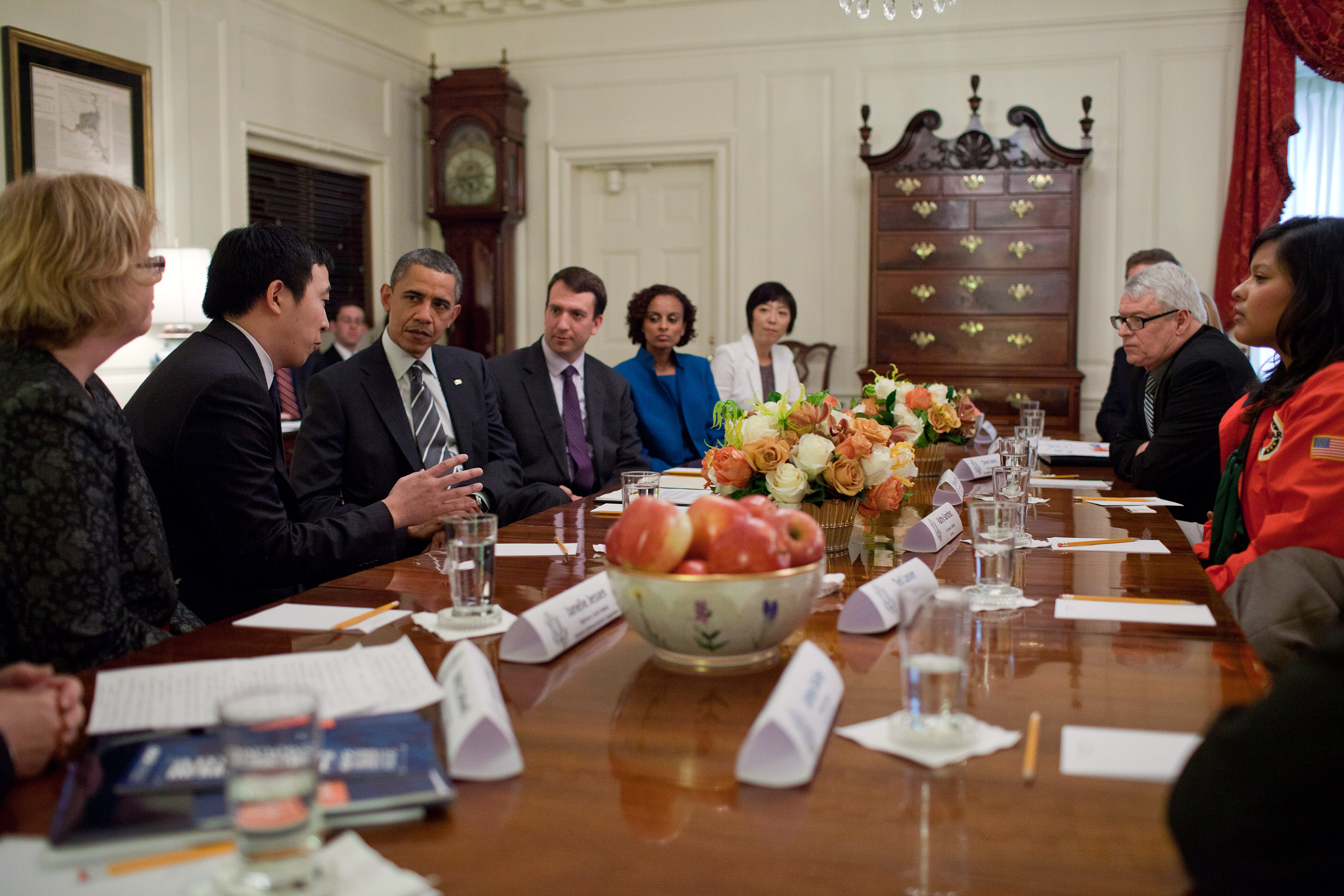
لقاء مع الرئيس باراك أوباما في البيت الأبيض في عام 2012

صرح بأنه أصبح مدافعًا عن الدخل الأساسي العالمي بعد قراءة كتاب الكاتب المستقبلي الأمريكي مارتن فورد «صعود الروبوتات: التكنولوجيا والتهديد بمستقبل العاطلين عن العمل» ، الذي يتناول تأثير الأتمتة والذكاء الاصطناعي في سوق العمل والاقتصاد.
يعد رابع أمريكي آسيوي على الأقل يترشح لرئاسة الولايات المتحدة، بعد حيرام فونج وباتسي مينك وبوبي جيندال.  
في 11 مارس 2019، أعلن أنه بتلقي تبرعات من 65,000 متبرع في 20 ولاية أمريكية على الأقل، وقد استوفى الشروط اللازمة لإدراجها في الجولة الأولى من المناقشات للمرشحين في الانتخابات التمهيدية للرئاسة الديمقراطية.

## التقديرات
في عام 2012، أطلق عليه البيت الأبيض اسم «بطل التغيير».
في عام 2015، تم الاعتراف به مرة أخرى من قبل البيت الأبيض من قبل الرئيس أوباما باعتباره «السفير الرئاسي لريادة الأعمال العالمية» (PAGE) إلى جانب دايموند جون، برايان تشيسكي، ستيف كايس، توري بورش والعديد غيرها. 

## الحياة الشخصية
اعتبارا من عام 2018، يعيش في مدينة نيويورك مع زوجته إيفلين وولدين.  مسيحي يحضر الكنيسة مع أسرته، وقد عرّف مارك إي ماست كقسيسهم.
- الثورة الصناعية الرابعة، الصناعة 4.0 ، صنع في الصين 2025
- التقدمية في الولايات المتحدة، المجتمع الكبير
- الأغلبية الصامتة، اجعل أمريكا عظيمة مرة أخرى
- الحلم الأمريكي، الحرية الحقيقية، الحريات الأربع
- الخدمة الصحية الوطنية
- الحق في التعليم
- بيرني ساندرز
- الإسكندرية Ocasio-Cortez

## روابط خارجية
- أندرو يانج على موقع IMDb (الإنجليزية)
- أندرو يانج على موقع رولينغ ستون (الإنجليزية)
- أندرو يانج على موقع قاعدة بيانات الفيلم (الإنجليزية)
- أندرو يانج على موقع ليتربوكسد (الإنجليزية)
- الموقع الرسمي
- "Andrew Yang speaking with Taiwanese media". SinoVision. 22 ديسمبر 2018. مؤرشف من الأصل في 2020-06-16. اطلع عليه بتاريخ 2019-03-11.